# Харрингтон, Пол
Пол Ха́ррингтон (англ. Paul Harrington, род. 13 мая 1960 году в Дублине) — ирландский певец, ставший победителем конкурса песни Евровидение 1994 года.
В 1991 году выпустил альбом «What I'd Say», 5 из 12 песен которого были написаны им самим. Одержал победу в дуэте с Чарли МакГеттиганом на конкурсе Евровидение в 1994 года с песней «Rock 'n' Roll Kids», принеся Ирландии третью победу подряд и набрав впервые в истории конкурса более 200 баллов. На конкурсе 1998 года выступал как бэк-вокалист. Песня «Is Always Over Now», исполненная певицей Доун Мартин, заняла в Бирмингеме 9-е место.
Работал ведущим на радио и телевидении, исполнял вокальные партии в шоу Майкла Флэтли «Celtic Tiger». В 2008 году выпустил альбом «A Collection», в который вошли новые версии лучших композиций Харрингтона.